# Juan Carlos Touriño
Juan Carlos Touriño Cancela (Buenos Aires, 14 luglio 1944 – Buenos Aires, 7 marzo 2017) è stato un calciatore argentino naturalizzato spagnolo, di ruolo difensore.

## Carriera

### Club
Durante la sua carriera ha giocato con varie squadre di club, tra cui il Real Madrid, in cui ha giocato per 7 anni, e con cui conta 106 presenze.

### Nazionale
Conta una presenze con la Nazionale spagnola.

## Palmarès
- Campionato spagnolo: 3

Real Madrid: 1971-1972, 1974-1975, 1975-1976
- Copa del Generalísimo: 2

Real Madrid: 1973-1974, 1974-1975